# Districtul Landsberg am Lech
Districtul Landsberg am Lech este un district rural (germană: Landkreis) din regiunea administrativă Bavaria Superioară, landul Bavaria, Germania.

## Orașe și comune
| orașe 1. Landsberg am Lech (27.140) comune (târg) 1. Dießen a.Ammersee (10.018) | comune 1. Apfeldorf (1.071) 2. Denklingen (2.478) 3. Eching a. Ammersee (1.657) 4. Egling a. d. Paar (2.210) 5. Eresing (1.717) 6. Finning (1.676) 7. Fuchstal (3.399) 8. Geltendorf (5.581) 9. Greifenberg (2.040) 10. Hofstetten (1.759) 11. Hurlach (1.577) 12. Igling (2.407) 13. Kaufering (9.824) 14. Kinsau (993) 15. Obermeitingen (1.563) 16. Penzing (3.709) 17. Prittriching (2.380) 18. Pürgen (3.149) 19. Reichling (1.639) 20. Rott (1.492) 21. Scheuring (1.836) 22. Schondorf a. Ammersee (3.904) 23. Schwifting (843) 24. Thaining (918) 25. Unterdießen (1.339) 26. Utting a. Ammersee (3.989) 27. Vilgertshofen (2.452) 28. Weil (3.626) 29. Windach (3.601) |